# William Oswald Bowen
William Oswald Bowen, britanski general, * 1898, † 1961.